# Ministère de la Police générale

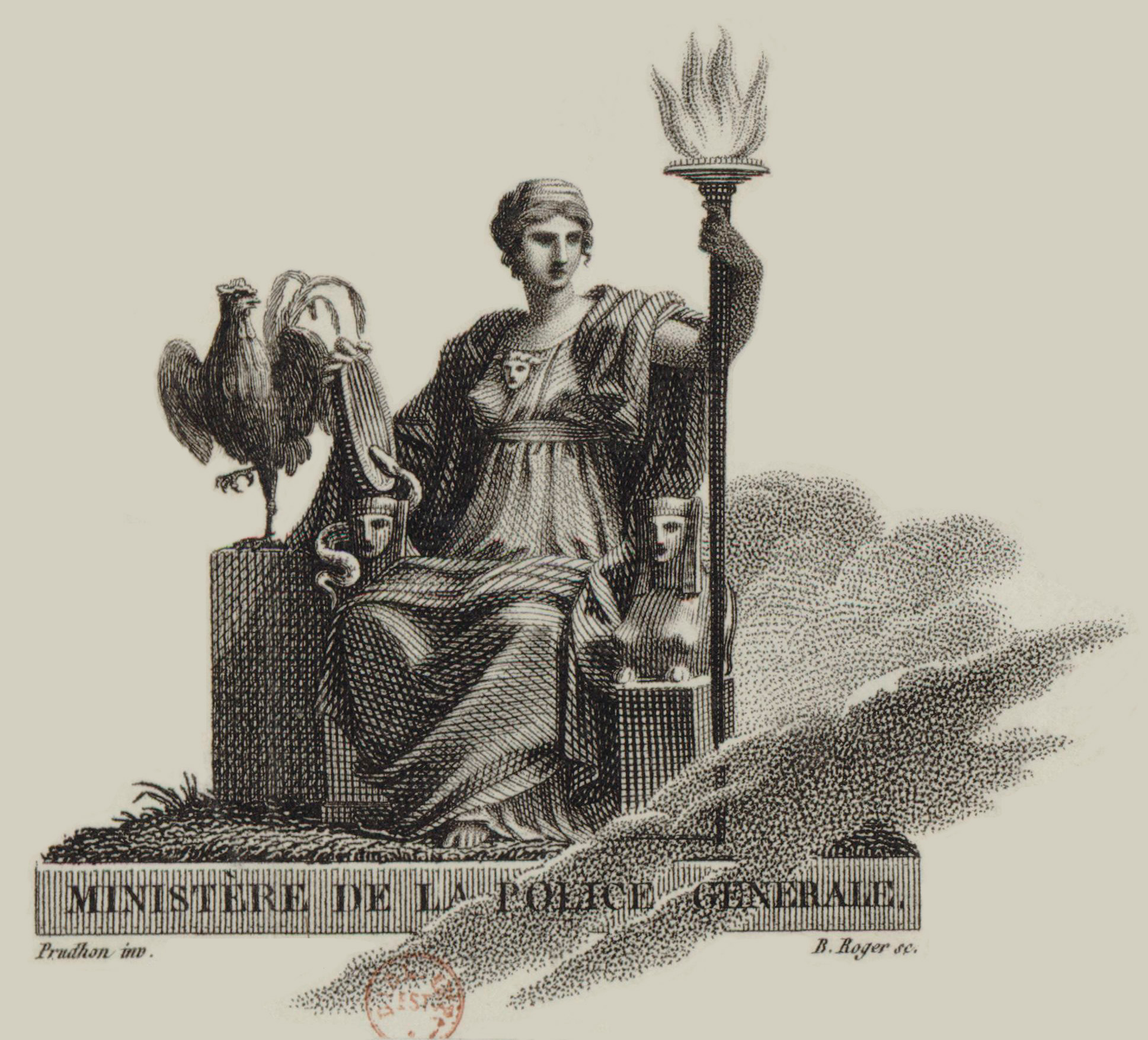
Emblème du ministère de la Police générale. Aux côtés du coq gaulois personnifiant la vigilance, une figure féminine allégorique est assise dans un fauteuil dont les bras représentent deux sphinx, symboles du secret des opérations. Elle brandit un flambeau de la main gauche afin de dissiper les ténèbres où se tapit le crime (le nuage noir menaçant de l'envelopper). De sa main droite, elle tient le miroir de la prudence où se mire un serpent. Sur sa poitrine, la tête de Méduse évoque la terreur qu'elle inspire aux coupables. Dessin de Pierre-Paul Prud'hon,,.

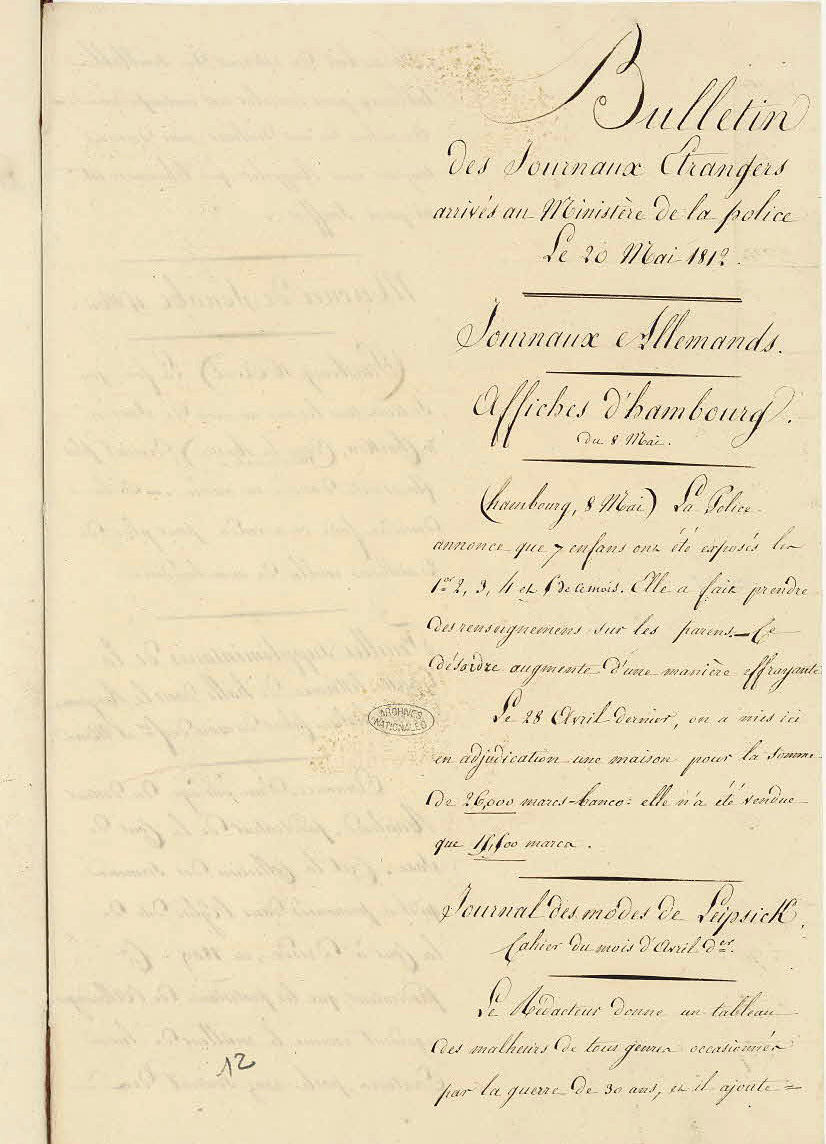
Exemplaire des Bulletins quotidiens de la Police générale, établis grâce aux renseignements des services centraux du ministère, des arrondissements et des commissaires généraux, 20 mai 1812. Archives nationales de France.

Le ministère de la Police générale est un ancien ministère français créé par le Directoire en 1796 et s'ajoutant au ministère de l'Intérieur.
Il est dissous une première fois par Louis XVIII à la fin de l’année 1818.
Le futur Napoléon III le recrée brièvement début 1852 avant de le dissoudre à nouveau en 1853.

## Historique
Philippe-Antoine Merlin de Douai est le premier à occuper le poste en entrant en fonction le 4 janvier 1796. Pendant le Directoire, la fonction est très instable et seul Charles Cochon de Lapparent y reste plus d'un an. Lors du Consulat et de l'Empire, les choses changent et Joseph Fouché est le seul ministre de la Police jusqu'en 1810 — à l’exception d’une période de près de deux ans, de 1802 à 1804, où il est remplacé par Claude Ambroise Régnier, également garde des Sceaux, mais Bonaparte rappelle Fouché —, date à laquelle il est remplacé par Anne Jean Marie René Savary. Lors de la Restauration, Jules Anglès le remplace brièvement. Pendant les Cent-Jours, Fouché reprend ce poste jusqu'à la déchéance de Napoléon Ier et ensuite pendant près de trois mois, jusqu’en septembre 1815. Élie Decazes lui succède pendant trois ans, jusqu'au 29 décembre 1818, lorsque Louis XVIII décide de dissoudre ce ministère.
Jusqu'à sa suppression, le ministère loge à l'hôtel Juigné sis quai Malaquais,.
Le 22 janvier 1852, Louis-Napoléon Bonaparte décide de recréer ce poste pour Charlemagne-Émile de Maupas, mais cette expérience ne dure que dix-sept mois.